# Адам Абдул Латіф
Адам Абдул Латіф (нар. 20 серпня 1972) — мальдівський футболіст, який грав на позиції нападника. Відомий за виступами в низці мальдівських клубів, та в складі національної збірної Мальдівів, та брав участь у її складі у футбольному турнірі Азійських ігор у 1998 році.

## Клубна кар'єра
Адам Абдул Латіф у 1997 році грав у складі клубу «Нью Радіант». У 2001—2003 роках футболіст грав у складі клубу «Айленд» (Мале). У 2004—2006 роках Адам Абдул Латіф грав у складі клубу «Валенсія» (Мале), у складі команди в 2005 році став чемпіоном Мальдівів. Після сезону 2006 років завершив виступи на футбольних полях.

## Виступи за збірні
У 1997 році Адам Абдул Латіф дебютував у складі національної збірної Мальдівів. У складі збірної брав участь у чемпіонаті федерації футболу Південної Азії, відбіркових турнірах чемпіонату світу та Кубка Азії. У 1998 році Латіф брав участь у футбольному турнірі Азійських ігор. У складі збірної грав до 2002 року, загалом зіграв у складі збірної 15 матчів, у яких відзначився 7 забитими м'ячами.